# Mount Foch
Mount Foch är ett berg i Kanada.   Det ligger i provinsen Alberta, i den södra delen av landet, 3 000 km väster om huvudstaden Ottawa. Toppen på Mount Foch är 3 194 meter över havet, eller 425 meter över den omgivande terrängen. Bredden vid basen är 4,6 km.
Terrängen runt Mount Foch är bergig åt sydväst, men åt nordost är den kuperad.Trakten runt Mount Foch är nära nog obefolkad, med mindre än två invånare per kvadratkilometer.. Det finns inga samhällen i närheten. 
Trakten runt Mount Foch består i huvudsak av gräsmarker.